# Miguel Ángel Villarroel
Miguel Ángel Villarroel Sierraalta es abogado penalista y empresario venezolano. Desde 2017 ejerce la vicepresidencia de la Cruz Roja Internacional y la Media Luna Roja para América.

## Trayectoria
Egresado como abogado de la Universidad Católica Andrés Bello de Venezuela, se especializó en Derecho Penal en la Universidad de Panteón-Assas de París y en la Universidad de Salamanca. Fue profesor en la cátedra de Derecho Penal de la Universidad Santa María de Caracas y participó en la redacción del anteproyecto del Código penal de Venezuela (2004) del Tribunal Supremo de Justicia. Es miembro del escritorio jurídico Villarroel Sierraalta Internacional. Forma parte de la Cátedra de Derecho Internacional humanitario y de Derechos Humanos Mario Villarroel que, impulsada por su padre, se adscribió a la Universidad Carlos III bajo la protección de la Fundación Gregorio Peces-Barba.
En 2012 fue nombrado vicepresidente de Cruz Roja de Venezuela, y en 2017 Vicepresidente de la Federación Internacional de Sociedades Nacionales de la Cruz Roja y de la Media Luna Roja, formando parte de la Junta de Gobierno junto a otros cuatro vicepresidentes.
Su elección, como representante continental para América, supone la coordinación continental de las acciones humanitarias y asistenciales para diversas problemáticas (desastres naturales, pandemias, migraciones, voluntariado, cambio climático, restablecimiento de contactos familiares y protección de datos, juventud y hasta la compleja situación en Venezuela), lo que se estableció en la XXI Conferencia celebrada en Buenos Aires y en la que se eligieron los distintos cargos del Comité regional Interamericano (CORI). Sus gestiones, tratando de despolitizar la entrega de alimentos e insumos, al frente de la Federación Internacional de la Cruz Roja y de la Media Luna Roja facilitó la llegada de la ayuda humanitaria a Venezuela en abril de 2019, mediante la denominada “diplomacia humanitaria”.
Como empresario ha sido uno de los impulsores del Venezuelan Business Club (VBC), que fundó en Florida en 2003 como plataforma para apoyar y promocionar los negocios de venezolanos a nivel internacional. El VBC cuenta con sedes en los Estados Unidos (Florida, New York y Washington); en España (Madrid, Barcelona y Canarias), en Reino Unido, Panamá y en la propia Venezuela, siendo Villarroel su presidente a nivel internacional.
Entre sus diversos negocios, es miembro del consejo del diario El Independiente, cuya empresa editora es Park Row Digital, junto con Antonio Abad, Victoria Prego, Javier Moyano y Fernando Mas.